# Mohammed Assaf
Mohammed Assaf född 10 september 1989 i Misrata, Libyen är en palestinsk artist som vann talangjakten Arab Idol år 2013. Han uppträdde vid öppningsceremonin för fotbolls-VM 2014 i Brasilien.
Assaf utsågs till Goodwill-ambassadör för fred av Förenta nationernas hjälporganisation för palestinska flyktingar (UNRWA), vilket gav honom ett diplomatpass.
År 2018 släppte Mohammed Assaf en duett med Massari, Roll With It.